# IPod Quiz
iPod Quiz（あいぽっど くいず）は、iPod用のクイズゲーム。日本以外の国ではiQuizだが、日本では商標の関係で名称が変更になった。
iPod（第五世代）向けに、2007年4月24日にAppleがiTunes Storeにて販売開始（150円）。同年9月5日発表のiPod classicおよびiPod nano（第三世代）に標準搭載された。
設定でゲーム中のBGMを自身のiPodに収録されている音楽にすることもできる（Music quiz2を除く）。

## 収録ゲーム
Music quiz2
第三世代以降のiPodに標準搭載されていたMusic Quizの強化版。
アメリカのテレビクイズ番組風の作りで、正解数やボーナスクイズの賭け金によって高めたスコアを競う。
自身のiPodに収録されている音楽及びそれに付随する情報（楽曲、年代、アートワーク等）から出題される。
また、iPodに何も収録されていない場合、音楽（洋楽バンド関係が多い）に関する問題が出題される。また、iPodに曲が収録されていても、このような問題は必ず出題される。
Trivia Pack
映画、音楽、TV番組に関するカルト問題を出題する。
また、カスタムTrivia Packを作成（iQuiz Makerを使用したり、trivia.txtをテキストエディタで編集。画面のカスタマイズも可能）・追加することで、オリジナルの問題をiPod Quiz上で楽しめる。